# Грелла, Майк
Мике́ле «Майк» Гре́лла (англ. Michele "Mike" Grella; 23 января 1987, Глен-Ков, Нью-Йорк, США) — американский футболист, левый полузащитник.

## Клубная карьера
Во время обучения в Университете Дьюка в 2005—2008 годах Грелла выступал за университетскую команду в Национальной ассоциации студенческого спорта. Во время межсезонья в колледжах в 2007 году он играл за клуб «Лонг-Айленд Раф Райдерс» в USL Premier Development League, четвёртом дивизионе. В 2008 году он сыграл ещё пять игр за «Лонг-Айленд», прежде чем в середине сезона перейти в «Кэри Кларетс», фарм-клуб «Каролины Рэйлхокс».
В январе 2009 года на Супердрафте MLS Грелла был выбран третьем раунде под общим 34-м номером футбольным клубом «Торонто». Однако, он не стал заключать соглашения с канадским клубом и вместо этого решил попробовать свои силы в Европе. В том же январе Грелла проходил просмотр в клубе английской Лиги один «Лидс Юнайтед», отличившись хет-триком за резервный состав «павлинов» в товарищеском матче с «Барнсли» 21-го числа. «Лидс Юнайтед» подписал с игроком контракт на 18 месяцев 2 февраля, в день закрытия зимнего трансферного окна. В «Лидсе» он дебютировал 14 февраля 2009 года в проигранном со счётом 1:0 гостевом матче против «Хаддерсфилд Таун», выйдя на замену на 74-й минуте вместо Ли Трандла. Хотя в первом сезоне в клубе он был игроком запаса, выходя на поле лишь на замены в концовках матчей, в августе 2009 года его контракт был продлён ещё на три года. Первого выхода в стартовом составе «Лидса» Грелле пришлось ждать чуть более семи месяцев, в домашнем матче против «Стокпорт Каунти» 5 сентября 2009 года он также забил свой первый гол в лиге, уже на 8-й минуте отправив в ворота соперника первый из двух безответных мячей. Он продолжал оставаться игроком глубокого запаса, проведя за сезон 2009/10 лишь один полный матч во всех турнирах. Сезон 2010/11 вернувшийся в Чемпионшип «Лидс» открыл игрой с «Дерби Каунти» 7 августа 2010 года, на 86-й минуте проигранного со счётом 1:2 матча Грелла вышел на замену вместо Джонни Хоусона. Как оказалось позднее, это был его последний официальный матч в форме «Лидс Юнайтед». В сентябре 2010 года он отверг предложения об аренде от клубов Лиги два «Оксфорд Юнайтед» и «Брэдфорд Сити».
12 октября 2010 года Грелла для получения регулярной игровой практики отправился в краткосрочную месячную аренду в «Карлайл Юнайтед». За «камбрийцев» он дебютировал 16 октября в игре против «Эксетер Сити», выйдя на замену после перерыва между таймами. Первый гол за «Карлайл» он забил в ворота «Чарльтон Атлетик» уже в следующей игре 23 октября. По истечении месячного срока «Лидс» продлил аренду игрока в «Карлайл» до 3 января 2011 года с опцией отзыва с предупреждением за 24 часа в случае необходимости. «Карлайл» просил отдать Греллу на всю оставшуюся часть сезона, но получил отказ.
20 января 2011 года клуб шотландской Премьер-лиги «Мотеруэлл» объявил об аренде Греллы до конца сезона 2010/11. Однако сделка сорвалась, когда стало ясно, что игрок не сможет играть за «Мотеруэлл», поскольку ранее в этом сезоне уже был заигран в двух разных клубах («Лидсе» и «Карлайле») и выступление за третий противоречит правилам ФИФА.
24 февраля 2011 года Грелла присоединился к «Суиндон Таун» на правах экстренной аренды до конца сезона 2010/11. За «зарянок» он дебютировал 26 февраля в матче против «Саутгемптона». Первый гол за «Суиндон» он забил в ворота «Дагенем энд Редбридж» 12 марта. 12 апреля договор аренды был прекращён досрочно и игрок вернулся в «Лидс Юнайтед». Остаток сезона Грелла провёл вне футбола, так как играть за «Лидс» он не мог из-за того, что его аренда в «Суиндон» формально заканчивалась только в конце сезона.
12 мая 2011 года владелец «Лидс Юнайтед» Кен Бейтс объявил о том, что Грелла не фигурирует в планах на будущее клуба и будет выставлен на трансфер.
В июне 2011 года «Лидс» дал Грелле разрешение на тренировки в американской команде «Нью-Йорк Космос».
26 августа 2011 года Грелла присоединился к лондонскому «Брентфорду», изначально по экстренной аренде, но чуть позднее на той же неделе его контракт с «Лидс Юнайтед» был прекращён по обоюдному согласию. За «пчёл» он дебютировал 27 августа в матче против «Транмир Роверс», проигранном со счётом 0:2. 8 ноября в матче 1/8 финала трофея Футбольной лиги, в котором «Брентфорд» разгромил «Борнмут» со счётом 6:0, Грелла сделал «покер». 14 февраля 2012 года Грелла покинул клуб после того, как его контракт был расторгнут по обоюдному согласию.
27 февраля 2012 года Грелла был подписан клубом «Бери», заключив краткосрочное соглашение со сроком действия до окончания сезона. Уже на следующий день он дебютировал за «шейкеров» в матче против «Хартлпул Юнайтед», закончившимся поражением со счётом 1:2. Первый гол за «Бери» он забил 9 апреля, распечатав ворота «Колчестер Юнайтед», в матче выигранном со счётом 4:1. По завершении сезона «Бери» предложил Грелле, забившему 4 гола в 10 матчах, новый контракт, однако игрок ответил отказом, так как согласовал условия договора с другим ещё неназванным клубом.
В конце июня 2012 года стало известно, что клуб «Сканторп Юнайтед» ведёт переговоры с Греллой. 9 июля «Сканторп» подписал с игроком контракт рассчитанный на два года. За «железных» он забил в первой же игре, 14 августа в матче первого раунда кубка Футбольной лиги 2012/13 против «Дерби Каунти», завершившимся победой в серии пенальти после ничьи 5:5 в основное и дополнительное время. По окончании сезона 2012/13 контракт Греллы с клубом был прекращён по взаимному согласию сторон.
В мае 2013 года Грелла проходил просмотр в «Ди Си Юнайтед», а в августе тренировался с другим клубом MLS «Нью-Йорк Ред Буллз».
14 октября 2013 года Грелла после прохождения двухнедельного просмотра заключил краткосрочное соглашение до конца календарного года с клубом датской Суперлиги «Виборг». За клуб он сыграл всего 20 минут после выходов на замену в двух матчах.
25 апреля 2014 года клуб Североамериканской футбольной лиги «Каролина Рэйлхокс» объявил о подписании Греллы в свои ряды. На следующий день в матче против «Оттавы Фьюри» он дебютировал в NASL. 17 мая 2014 года в матче против «Атланты Силвербэкс», завершившимся победой «Каролины» со счётом 2:0, он забил свой первый гол в американских профессиональных лигах, открыв счёт в игре с пенальти.

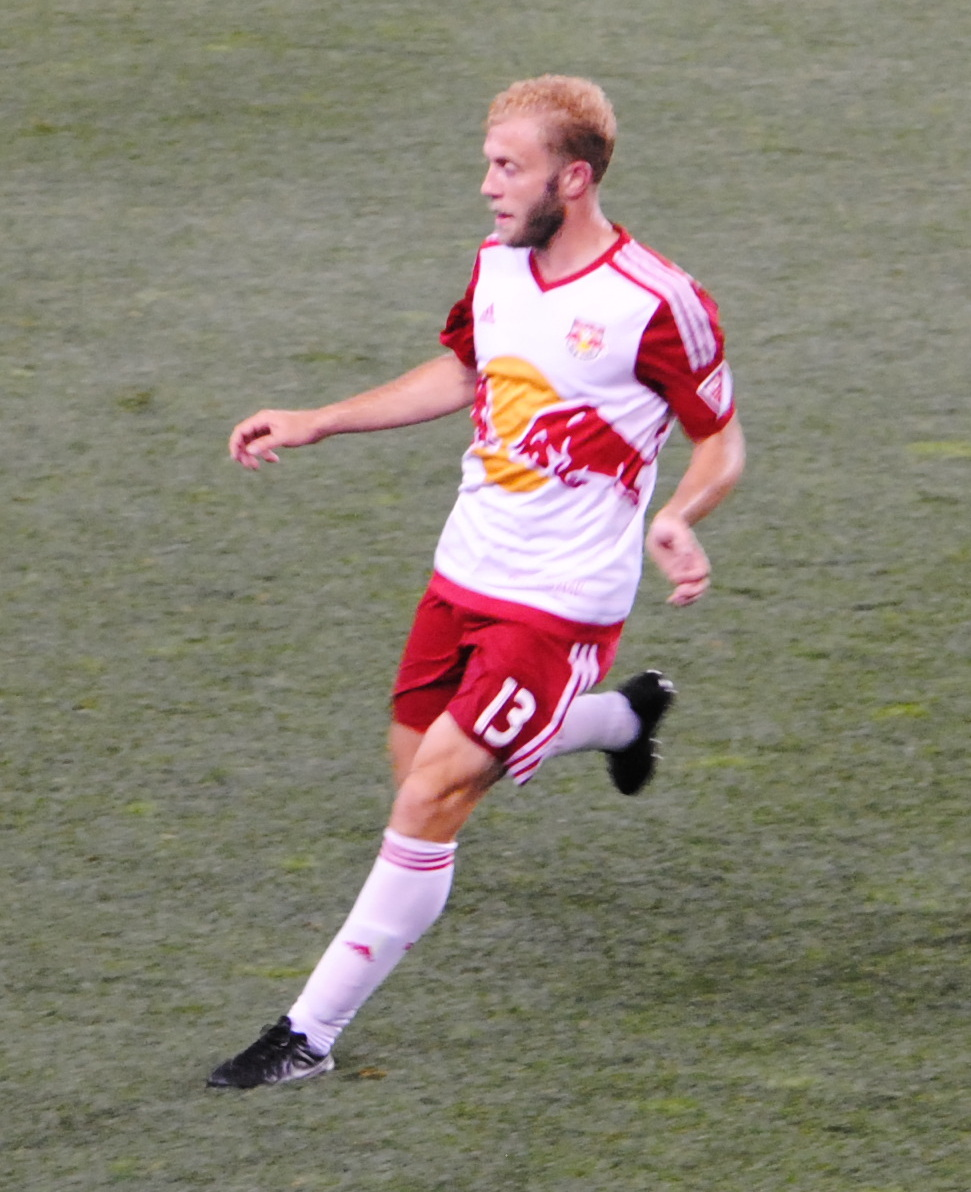
Грелла в составе
«Нью-Йорк Ред Буллз» (2015 год)

17 февраля 2015 года Грелла подписал контракт с клубом MLS «Нью-Йорк Ред Буллз» после успешного прохождения просмотра. Он дебютировал за «Ред Буллз» 8 марта, выйдя в стартовом составе в игре первого тура сезона 2015 со «Спортингом Канзас-Сити», завершившейся со счётом 1:1. 28 марта 2015 года Грелла забил свой первый гол за «Нью-Йорк Ред Буллз», также ставший тысячным в истории клуба, в матче против «Коламбус Крю», выигранном со счётом 2:1. 18 октября 2015 года в поединке против «Филадельфии Юнион», завершившимся победой ньюйоркцев 4:1, Грелла забил самый быстрый гол в истории MLS, поразив ворота соперника на 7-й секунде матча и таким образом побив рекорд другого игрока «Ред Буллз» Тима Кэхилла на секунду. 25 января 2016 года клуб продлил контракт с игроком ещё на несколько лет. В сезоне 2017 у Греллы начались проблемы с левым коленом. Впервые он его травмировал в конце марта, из-за чего пропустил более месяца. 29 июня стало известно, что из-за травмы левого колена Грелла пропустит всю оставшуюся часть сезона, и ему будет проведена операция. По завершении сезона 2017 «Нью-Йорк Ред Буллз» не стали предлагать игроку продление контракта.
15 декабря 2017 года в первом раунде Драфта возвращений MLS Грелла был выбран клубом «Колорадо Рэпидз», который сразу же обменял его в «Коламбус Крю» на пик второго раунда Супердрафта MLS 2019. За «Коламбус Крю» он дебютировал 28 апреля 2018 года в матче против «Сан-Хосе Эртквейкс», в котором, выйдя на замену на 65-й минуте вместо Нико Хэнсена, на 84-й минуте забил гол, принёсший его новой команде победу со счётом 2:1. Это были его первый выход на поле с 3 июня 2017 года и первый гол с 16 октября 2016 года. 23 октября 2018 года Грелла перенёс менискэктомию на левом колене, восстановительный период после операции составил около четырёх недель. По окончании сезона 2018 «Коламбус Крю» не продлил контракт с Греллой.
23 февраля 2019 года Майк Грелла объявил о завершении футбольной карьеры.

## Международная карьера
Грелла представлял Соединённые Штаты на уровне сборных в возрасте до 18 и до 20 лет.

## Статистика
| Выступление             | Выступление       | Выступление      | Лига | Лига | Кубок | Кубок | Прочие кубки | Прочие кубки | Континент. | Континент. | Итого | Итого |
| Клуб                    | Лига              | Сезон            | Игры | Голы | Игры  | Голы  | Игры         | Голы         | Игры       | Голы       | Игры  | Голы  |
| ----------------------- | ----------------- | ---------------- | ---- | ---- | ----- | ----- | ------------ | ------------ | ---------- | ---------- | ----- | ----- |
| Лонг-Айленд Раф Райдерс | USL PDL           | 2007             | 12   | 5    | —     | —     | —            | —            | —          | —          | 12    | 5     |
| Лонг-Айленд Раф Райдерс | USL PDL           | 2008             | 5    | 5    | —     | —     | —            | —            | —          | —          | 5     | 5     |
| Лонг-Айленд Раф Райдерс | Итого             | Итого            | 17   | 10   | 0     | 0     | 0            | 0            | 0          | 0          | 17    | 10    |
| Кэри Кларетс            | USL PDL           | 2008             | 3    | 2    | —     | —     | —            | —            | —          | —          | 3     | 2     |
| Кэри Кларетс            | Итого             | Итого            | 3    | 2    | 0     | 0     | 0            | 0            | 0          | 0          | 3     | 2     |
| Лидс Юнайтед            | Лига один         | 2008/09          | 11   | 0    | —     | —     | 1            | 0            | —          | —          | 12    | 0     |
| Лидс Юнайтед            | Лига один         | 2009/10          | 17   | 1    | 4     | 3     | 7            | 1            | —          | —          | 28    | 5     |
| Лидс Юнайтед            | Чемпионшип        | 2010/11          | 1    | 0    | 0     | 0     | 1            | 0            | —          | —          | 2     | 0     |
| Лидс Юнайтед            | Итого             | Итого            | 29   | 1    | 4     | 3     | 9            | 1            | 0          | 0          | 42    | 5     |
| → Карлайл Юнайтед       | Лига один         | 2010/11          | 10   | 3    | 0     | 0     | 1            | 0            | —          | —          | 11    | 3     |
| → Карлайл Юнайтед       | Итого             | Итого            | 10   | 3    | 0     | 0     | 1            | 0            | 0          | 0          | 11    | 3     |
| → Суиндон Таун          | Лига один         | 2010/11          | 7    | 1    | —     | —     | —            | —            | —          | —          | 7     | 1     |
| → Суиндон Таун          | Итого             | Итого            | 7    | 1    | 0     | 0     | 0            | 0            | 0          | 0          | 7     | 1     |
| Брентфорд               | Лига один         | 2011/12          | 11   | 0    | 2     | 0     | 4            | 4            | —          | —          | 17    | 4     |
| Брентфорд               | Итого             | Итого            | 11   | 0    | 2     | 0     | 4            | 4            | 0          | 0          | 17    | 4     |
| Бери                    | Лига один         | 2011/12          | 10   | 4    | —     | —     | —            | —            | —          | —          | 10    | 4     |
| Бери                    | Итого             | Итого            | 10   | 4    | 0     | 0     | 0            | 0            | 0          | 0          | 10    | 4     |
| Сканторп Юнайтед        | Лига один         | 2012/13          | 25   | 1    | 1     | 0     | 3            | 1            | —          | —          | 29    | 2     |
| Сканторп Юнайтед        | Итого             | Итого            | 25   | 1    | 1     | 0     | 3            | 1            | 0          | 0          | 29    | 2     |
| Виборг                  | Датская Суперлига | 2013/14          | 2    | 0    | —     | —     | —            | —            | —          | —          | 2     | 0     |
| Виборг                  | Итого             | Итого            | 2    | 0    | 0     | 0     | 0            | 0            | 0          | 0          | 2     | 0     |
| Каролина Рэйлхокс       | NASL              | 2014             | 7    | 2    | 2     | 0     | —            | —            | —          | —          | 9     | 2     |
| Каролина Рэйлхокс       | Итого             | Итого            | 7    | 2    | 2     | 0     | 0            | 0            | 0          | 0          | 9     | 2     |
| Нью-Йорк Ред Буллз      | MLS               | 2015             | 33   | 9    | 3     | 1     | 4            | 0            | —          | —          | 40    | 10    |
| Нью-Йорк Ред Буллз      | MLS               | 2016             | 32   | 7    | 2     | 1     | 2            | 0            | 2          | 0          | 38    | 8     |
| Нью-Йорк Ред Буллз      | MLS               | 2017             | 8    | 0    | 1     | 0     | —            | —            | 2          | 0          | 11    | 0     |
| Нью-Йорк Ред Буллз      | Итого             | Итого            | 73   | 16   | 6     | 2     | 6            | 0            | 4          | 0          | 89    | 18    |
| Коламбус Крю            | MLS               | 2018             | 12   | 1    | 0     | 0     | 0            | 0            | —          | —          | 12    | 1     |
| Коламбус Крю            | Итого             | Итого            | 12   | 1    | 0     | 0     | 0            | 0            | 0          | 0          | 12    | 1     |
| Всего за карьеру        | Всего за карьеру  | Всего за карьеру | 206  | 41   | 15    | 5     | 23           | 6            | 4          | 0          | 248   | 52    |

1. ↑  В графу «Прочие кубки» входят игры и голы в Кубке Футбольной лиги, Трофее Футбольной лиги, плей-офф Первой лиги и плей-офф Кубка MLS

Источники: Soccerway, Transfermarkt, MLSsoccer.com, SoccerStats.us

## Достижения
Командные
 Карлайл Юнайтед
- Обладатель Трофея Футбольной лиги (1): 2010/11

 Нью-Йорк Ред Буллз
- Победитель регулярного чемпионата MLS (1): 2015